# 太田進
太田 進（おおた すすむ、1969年 -2024年3月9日 ）は、日本の医学者。愛知県出身。リハビリテーション療法学博士。現在、名古屋大学医学部保健学科助教。

## 学歴
- 1987年　愛知県立安城東高等学校卒業。
- 1990年　名古屋大学医療技術短期大学医療技術学部理学療法学科卒業。
- 1993年　愛知大学経済学部 II 部卒業。
- 2006年　名古屋大学大学院医学系研究科リハビリテーション療法学博士前期課程修了。
- 2008年　名古屋大学大学院医学系研究科リハビリテーション療法学博士後期課程修了。

## 職歴
- 1990年　豊橋市民病院。
- 2002年　南カリフォルニア大学　筋骨系バイオメカニクス研究室　訪問研究員。
- 2004年　豊橋市民病院、豊橋市役所介護保険課 兼務。
- 2007年　名古屋大学医学部保健学科理学療法学専攻助教。

## 専門分野
- リハビリテーション科学・福祉工学。

## 所属学会
- 日本理学療法士協会
- 臨床歩行分析研究会
- 膝関節学会
- 東三河リハビリテーション研究会
- スポーツ傷害予防研究会